# Maciej Zimiński

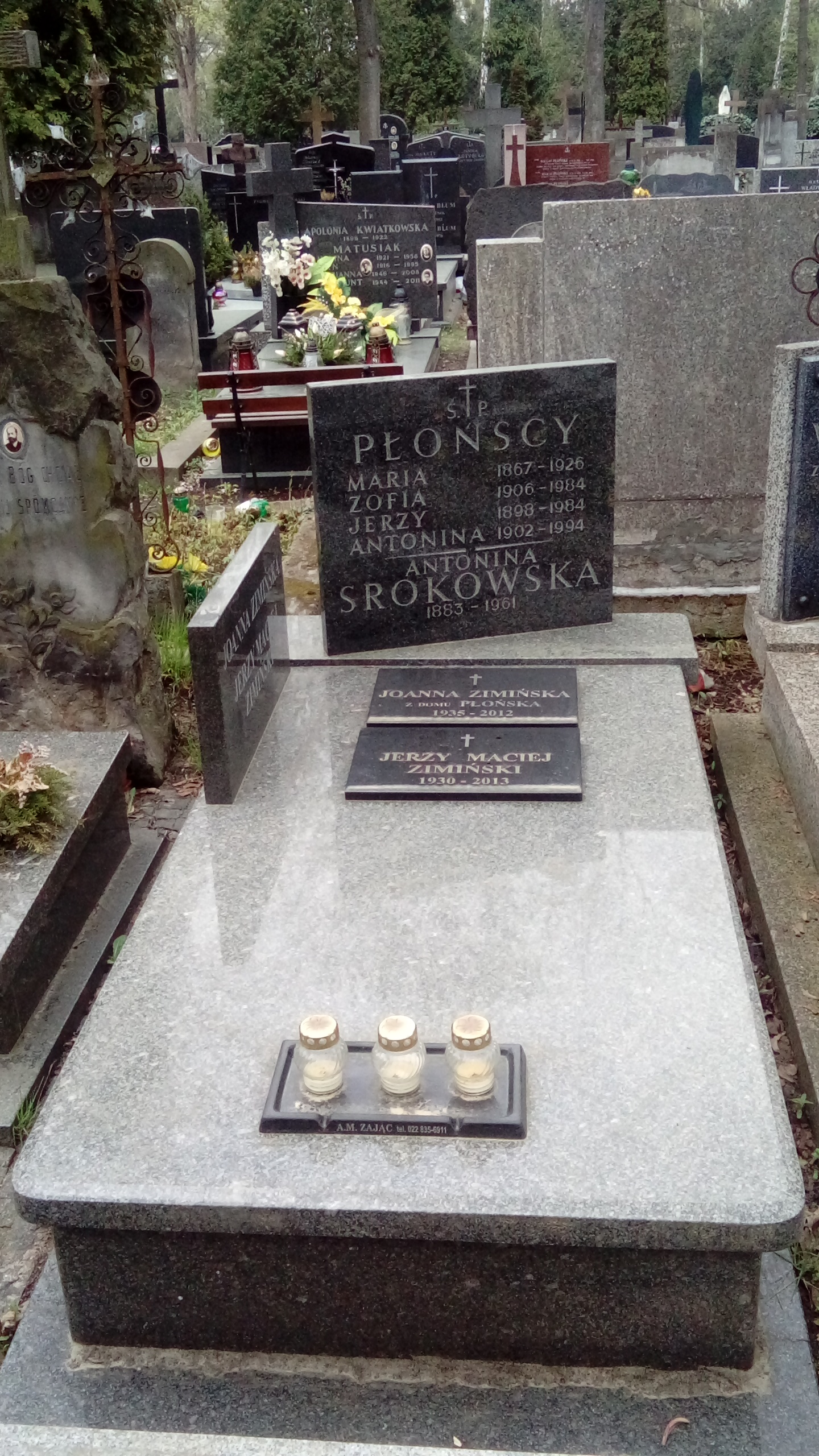
Grób Macieja Zimińskiego na Cmentarzu Wojskowym na Powązkach

Maciej Zimiński (również Jerzy Maciej Zimiński) (ur. 13 kwietnia 1930 w Warszawie, zm. 6 października 2013 w Warszawie) – polski dziennikarz.

## Życiorys
Pochodził z warszawskiej Woli, ale dzieciństwo spędził w Wilnie, gdzie jego ojciec kierował oddziałem wydawnictwa „Nasza Księgarnia”. Ukończył VI Liceum Ogólnokształcące im. Tadeusza Reytana w Warszawie (1948), w którym należał do 1 Warszawskiej Drużyny Harcerskiej im. Romualda Traugutta „Czarna Jedynka”. Absolwent SGPiS w Warszawie (1952) oraz Uniwersytetu Warszawskiego (1952, Wydział Dziennikarski). Karierę zawodową rozpoczął w 1950 w redakcji czasopism dla dzieci wydawnictwa „Nasza Księgarnia”. W latach 1952–1965 był sekretarzem redakcji gazety „Świat Młodych”. Od 1965 do 1973 zastępca redaktora naczelnego programów dziecięco-młodzieżowych Telewizji Polskiej, odpowiadał za program dla dzieci starszych; w okresie 1973–1978 naczelny redaktor tych programów, w latach 1978–1982 naczelny redaktor programów oświatowych.
Autor książek dla dzieci, m.in.: Szatańska księga (1959), Jak to było z Mysią Wieżą (1960), Sto dni pod biegunem (1961), Osiem dni w krainie niedźwiedzi (1962), a także monografii Telewizja inspirująca dla dzieci (1970).
Autor popularnych cyklicznych programów telewizyjnych dla dzieci, jak Ekran z bratkiem (tu również był prezenterem w okresie 1967–1978), Teleferie, Piątek z Pankracym. Twórca inspiracyjnego nurtu programów dla dzieci (Niewidzialna ręka, Klub Pancernych). W latach 1979–1985 autor scenariuszy filmów animowanych z cyklu Ktoś i coś.
Wykładał m.in. w Instytucie Dziennikarstwa Uniwersytetu Warszawskiego. Działacz harcerski (ZHP).
Laureat nagród i odznaczeń, m.in. nagrody Prezesa Rady Ministrów (1976, 1979), nagrody Ministra Obrony Narodowej (I stopnia zespołowa 1967, III stopnia zespołowa 1975), wielu nagród prezesa Radiokomitetu, „Złotego Ekranu” (1976), Orderu Uśmiechu. W 2009 roku bohater filmu dokumentalnego Maciej Zimiński. Ślad szczęścia i... przypadku.
Należał do Polskiej Zjednoczonej Partii Robotniczej. Pochowany na cmentarzu Powązki Wojskowe w Warszawie (kwatera A 12, rząd 8, grób 21).
Jego synem jest dziennikarz i scenarzysta Wojciech Zimiński.